# Tzângio

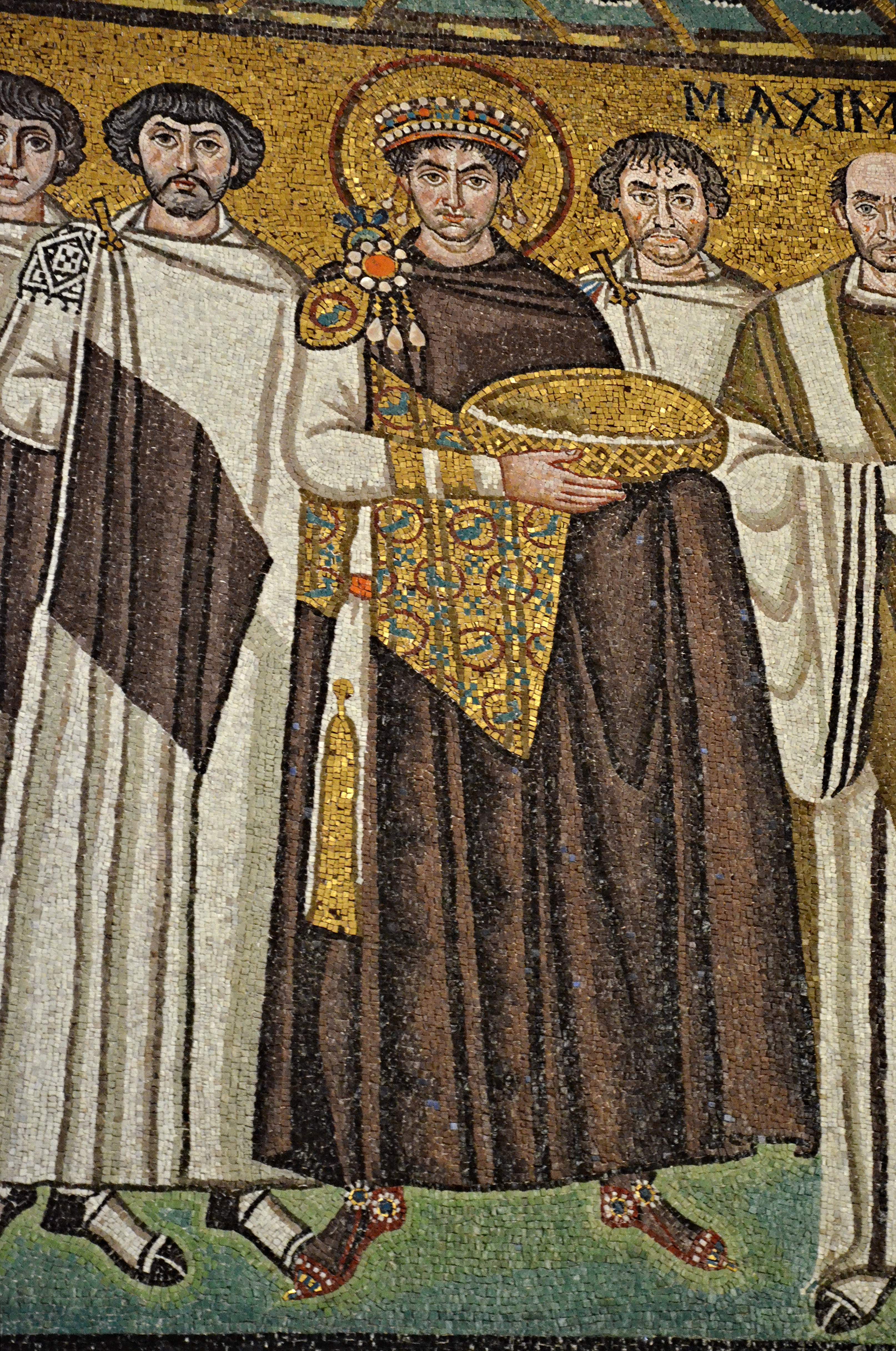
Mosaico do imperador Justiniano usando tzângio

Tzângio (em grego: τζαγγίον; romaniz.: tzangíon; plural: tzangía (τζαγγία)) foi um tipo de bota ou sandália que na Idade Média tornou-se parte importante da regalia dos imperadores bizantinos. O termo é a raiz do termo grego para sapateiro, tsangáris (τσαγκάρης), via tzangário (τζαγγάριος), embora um fazedor dos tzângios imperiais era chamado tzangas (τζαγγάς). No século IV, os tzângios foram um tipo de sapato elegante, mas seu uso como vestimenta imperial no Império Bizantino começou somente depois, e foi influenciado pelo uso oriental, mais provavelmente persa.
A primeira ocorrência dos tzângios como sinal de poder real está na descrição de João Malalas na coroação de Tzácio I como rei de Lázica sob Justino I (r. 567–578), onde Tzácio foi vestido à romana, mas trajou tzângios, decorados por pérolas "no modo persa", em vez dos coturnos imperiais romanos. Pelo século X, o uso de tzângios vermelhos tornou-se firmemente associado ao ofício imperial, tanto que os rebeldes colocaram-os para significar sua usurpação do título imperial. Em meados do século XIV, Pseudo-Codino relata que os tzângios foram botas altas decoradas com águias feitas com pérolas e pedras preciosas.